# Blatnik pri Črmošnjicah
Blatnik pri Črmošnjicah – wieś w Słowenii, w gminie Semič. W 2018 roku liczyła 18 mieszkańców.